# 4:13 Dream
4:13 Dream es el decimotercer disco de estudio de la banda británica de rock alternativo The Cure editado en 2008. Fue el segundo disco de estudio publicado con Geffen Records, y el quinto y último en completar una serie de álbumes editados cada cuatro años desde 1992.

## Grabación

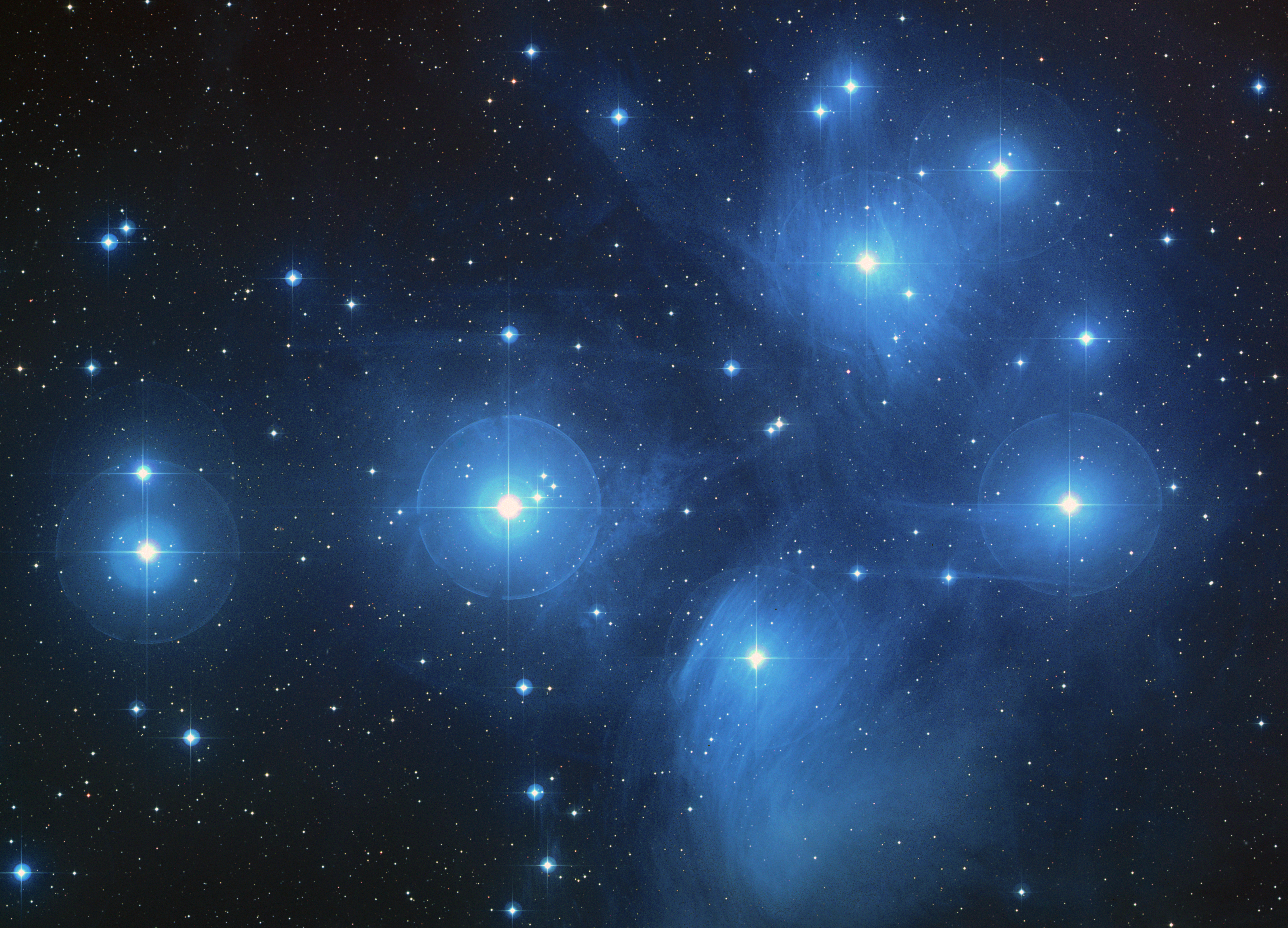
En la funda del disco puede leerse a manera de lema la frase de Vincent van Gogh: «Por mi parte, yo no sé nada con certeza... Pero la visión de las estrellas me hace soñar». En la imagen, una visión de Pléyades (M45) visible a simple vista en el cielo nocturno situado a un costado de la constelación de Tauro.

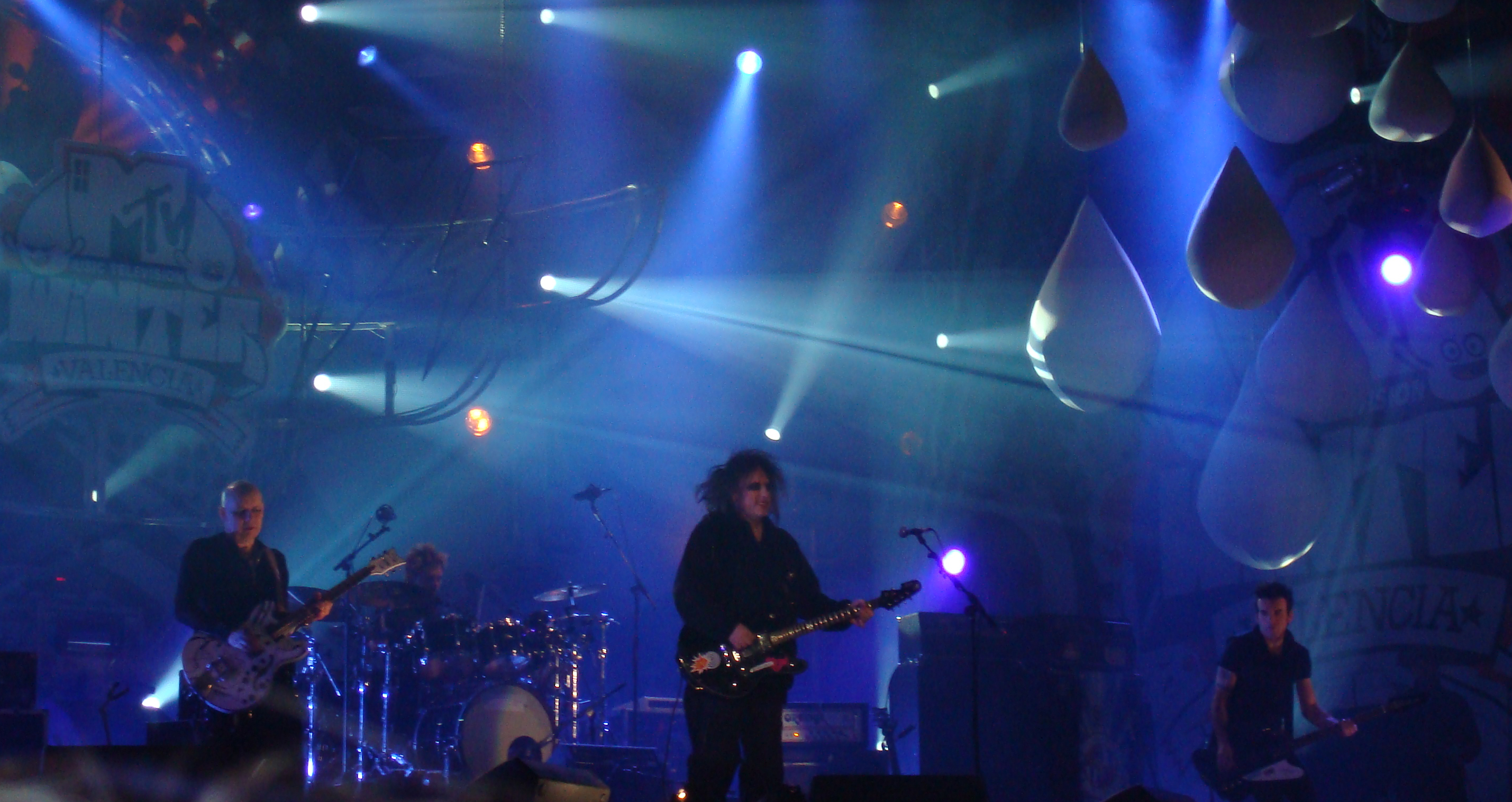
En la imagen, un concierto ofrecido por The Cure durante 2008 en la ciudad de Valencia.

Originalmente planificado como álbum doble, 4:13 Dream se publicó como un solo disco aunque se grabaron 33 canciones. Fue lanzado al mercado el 28 de octubre de 2008. Se extrajeron 4 sencillos de este álbum de los cuales se filmaron 4 videoclips en blanco y negro a modo de ensayo de la banda.
La banda planeó lanzar el disco 4:14 Scream durante 2014, el cual era la continuación lógica de 4:13 Dream con las canciones descartadas, pero finalmente no se publicó. Dicho álbum se dio a conocer entre los aficionados y la propia banda como dark album.[cita requerida]

## Recepción
4:13 Dream tuvo una recepción desigual por parte de la crítica especializada.[cita requerida] Vendió 200.000 copias a nivel mundial.[cita requerida]

### Posiciones y certificaciones
| Año  | Lista | Posición | Certificación       |
| ---- | ----- | -------- | ------------------- |
| 2008 | UK    | 33       | —                   |
| 2008 | USA   | 16       | —                   |
| 2008 | AUS   | 30       | —                   |
| 2008 | AUT   | 28       | —                   |
| 2008 | FRA   | 8        | —                   |
| 2008 | ALE   | 21       | —                   |
| 2008 | NLD   | 38       | —                   |
| 2008 | NZ    | 32       | —                   |
| 2008 | NOR   | 17       | —                   |
| 2008 | SUE   | 36       | —                   |
| 2008 | SUI   | 15       | —                   |
| 2008 | POL   | 9        | Disco de Oro 10 000 |

## Listado de canciones
- Todas las canciones fueron escritas por Robert Smith.
- Todas las canciones fueron compuestas por Smith/Gallup/Cooper/Thompson.

| N.º | Título                       | Duración |  |
| 1.  | «Underneath The Stars»       | 6:17     |  |
| 2.  | «The Only One»               | 3:57     |  |
| 3.  | «The Reasons Why»            | 4:35     |  |
| 4.  | «Freakshow»                  | 2:30     |  |
| 5.  | «Sirensong»                  | 2:22     |  |
| 6.  | «The Real Snow White»        | 4:43     |  |
| 7.  | «The Hungry Ghost»           | 4:29     |  |
| 8.  | «Switch»                     | 3:44     |  |
| 9.  | «The Perfect Boy»            | 3:21     |  |
| 10. | «This Here And Now With You» | 4:06     |  |
| 11. | «Sleep When I'm Dead»        | 3:51     |  |
| 12. | «The Scream»                 | 4:37     |  |
| 13. | «It's Over»                  | 4:16     |  |

## Créditos
| The Cure - Robert Smith - (Líder) Guitarrista, vocalista, Bajo de 6 cuerdas y Teclista - Simon Gallup - Bajista - Jason Cooper - Baterista - Porl Thompson - Guitarrísta, percusiones y loops Músicos de sesión - Smud - Percusión extra - Catsfield Sub Rhythm Trio - Palmas | Producción - Productores, mezcladores e ingenieros: Robert Smith, Keith Uddin. - Asistentes de ingeniería: Daren Butler, Matt Hendry, Simon Wakeling. - Masterizado por: Brian Gardner en Bernie Grundman Mastering. |